# Amor prigioniero
Amor prigioniero (auch L’Amore prigioniero; deutsch: „der gefangene Amor“) ist ein Libretto zu einem Componimento drammatico in einem Akt von Pietro Metastasio. Erstmals aufgeführt wurde es in der Vertonung von Luca Antonio Predieri 1732 auf der kaiserlichen Privatbühne in Wien.

## Handlung
Diese kurze Kantate besteht aus einem einzigen Dialog zwischen der keuschen Jagdgöttin Diana und Amore, dem Gott der Liebe. Metastasio verarbeitet darin einige Motive aus seinem früheren Werk L’asilo d’Amore.
Diana und ihren Gefährtinnen ist es gelungen, Amore im Schlaf zu überwältigen und in einem kleinen Wald auf der Insel Delos gefangenzuhalten. Nun fleht Amore die Jägerinnen an, ihn wieder freizulassen. Im Gegenzug verspricht er ihnen ewiges Liebesglück ohne Eifersucht. Diana warnt ihre Begleiterinnen davor, ihm zu glauben, da er seine Versprechen nicht halten werde. Amore weist darauf hin, wie viel sie ihm verdanken. Nur seinetwegen werden sie bewundert. Wenn er gefangen bliebe, wäre Schluss damit. Selbst ihre Schönheit wäre ohne die Liebe nutzlos. Diane nennt nun mit den Namen Silvia, Clori und Irene einige Beispiele, in denen die Liebe Verwirrung gestiftet hat, aber Amore gibt der Eifersucht und den Göttern die Schuld daran. Allmählich stellt Diana fest, dass keine ihrer Freundinnen ihr die Treue gehalten hat. Sie alle haben der Liebe nachgegeben. Amore versichert ihr, dass das kein Verbrechen sei, da die ganze Welt, die Menschen und die Götter lieben würden – und sogar Diana selbst. Diana versucht vergeblich, ihn zum Schweigen zu bringen, aber Amore offenbart ihr Verhältnis mit dem Hirten Endimione. Auch sie ist also den Verlockungen der Liebe erlegen. In diesem Moment kann sich Diana nicht mehr verteidigen. Sie gibt auf und bittet Amore, Frieden mit ihr zu schließen. Amore bietet ihr seine Freundschaft an. Er wird ihr Lehrer in der Liebe werden. Zunächst jedoch hat er andere Aufgaben zu erfüllen. Diana und ihre Begleiterinnen müssen seine Rückkehr abwarten. Jeder Versuch, ihm zu widerstehen, würde ihn nur grausam machen.

## Gestaltung
Es ist nicht bekannt, aus welchem Anlass Metastasio mit Amor prigioniero beauftragt wurde. Das Thema des Sieges der Liebe lässt jedoch vermuten, dass es sich um eine Verlobung, eine Hochzeit oder ein ähnliches Ereignis gehandelt hat.
Metastasio verwendet in diesem kurzen Gedicht eine scheinbar schlichte Sprache, die ihren psychologischen Inhalt aber dennoch mit großer stilistischer Vielfalt ausdrückt. Dem Dichter gelingt es, eine glaubwürdige szenische Handlung darzustellen, obwohl diese lediglich in der psychologischen Entwicklung besteht. Wenn Diana zu Beginn die Jägerinnen ermutigt, sich an dem gefangenen Amore zu rächen, sich aber niemand rührt, wird dem Spott des jungen Gottes freier Lauf gelassen. Keines der Mädchen spricht, und ihr Schweigen ist bedeutsam.

## Vertonungen
Folgende Komponisten vertonten dieses Libretto:
| Komponist                    | Uraufführung                      | Aufführungsort | Anmerkungen                                                                     |
| ---------------------------- | --------------------------------- | -------------- | ------------------------------------------------------------------------------- |
| Luca Antonio Predieri        | 1732, Hoftheater                  | Wien           | „Dialogo per musica fra Diana et Amore“                                         |
| Georg Reutter                | 1741, Hoftheater                  | Wien           |                                                                                 |
| Friedrich Beringer           | vermutlich in den 1740er Jahren   |                | Kantate für Sopran, Alt, zwei Flöten, zwei Hörner, Streicher und Basso continuo |
| Davide Perez                 | 1751                              |                | „Cantate profane“                                                               |
| Francesco Araja              | 16.–27. Juni 1755, Theater        | Oranienbaum    |                                                                                 |
| Johann Adolph Hasse          | 1761                              |                | Kantate für zwei Soprane, Orchester und Basso continuo                          |
| Giuseppe Colla               | 1762                              |                |                                                                                 |
| Giuseppe Bonno               | vermutlich nicht aufgeführt       |                | „Dialogo per Musica fra’ Diana ed Amore“                                        |
| Giovanni Battista Ferrandini | 1781                              | München        |                                                                                 |
| Giovanni Battista Bevilacqua | 1784                              |                | „Componimento in musica“                                                        |
| Giuseppe Musenga             | 1789                              |                | „Componimento per Musica“                                                       |
| Bernardo Ottani              | 1789                              |                |                                                                                 |
| Joseph Schuster              | 1801, Kleines Hoftheater          | Dresden        |                                                                                 |
| Stefano Cristiani            | 28. Januar 1803, Teatro Principal | Barcelona      |                                                                                 |
| Georg Joseph Vogler          | unbekannt (komponiert 1804)       |                | Amore prigioniero (SCHV 176) für Solostimme, Chor und Orchester                 |
| David August von Apell       | 1815                              |                |                                                                                 |

## Aufnahmen und Aufführungen in neuerer Zeit
- Johann Adolph Hasse:
  - 1999: Aufführung. Berliner Lautten Compagney, Leitung: Wolfgang Katschner. Sänger: Alessandra Catteruccia und Jörg Gottschick.[13]

## Digitalisate
1. ↑  Partitur der Kantate von Friedrich Beringer als Digitalisat beim International Music Score Library Project.
2. ↑  Partitur der Kantate von Johann Adolph Hasse als Digitalisat beim International Music Score Library Project.
3. ↑  Partitur der Serenata von Giuseppe Musenga als Digitalisat im Portal Internet Culturale.